# Saldula sulcicollis
Saldula sulcicollis är en insektsart som först beskrevs av Champion 1900.  Saldula sulcicollis ingår i släktet Saldula och familjen strandskinnbaggar. Inga underarter finns listade i Catalogue of Life.